# Fortress round my heart
Fortress Round My Heart (ingl. "Fortaleza alrededor de mi corazón") es el álbum de debut de la cantante y guitarrista noruega Ida Maria. A fecha de diciembre de 2008 se han lanzado al mercado como sencillo cinco canciones del disco: "Oh My God", "Drive Away My Heart", "Stella", "Queen of the World" y "I Like You So Much Better When You're Naked", más una reedición de "Oh My God". El disco alcanzó la posición número 39 en las listas de ventas del Reino Unido en su primera semana.